# 부에나 비스타 소셜 클럽
부에나 비스타 소셜 클럽(Buena Vista Social Club)은 쿠바 아바나의 음악 그룹이다.

## 개요
미국의 기타리스트 라이 쿠더가 쿠바에 여행했을 때, 그때까지 쿠바 국외에 거의 알려져 있지 않았던 늙은 뮤지션과 세션을 한 것이 계기가 되어, 1997년에 그룹의 동명의 이름으로 앨범이 나왔고, 1999년에는 동명의 다큐멘터리 영화가 제작되었다. 이와 전후하여 그룹의 이름으로 각 뮤지션의 솔로 앨범도 발매되었다.

## 디스코그래피

### 스튜디오 음반
- Buena Vista Social Club (1997년 9월 16일)
- Buena Vista Social Club at Carnegie Hall (2008년 10월 14일)
- Lost and Found (2015년 3월 23일)

## 같이 보기
- AfroCubism